# Andre Shinyashiki
Andre Bava Shinyashiki (São Paulo, Brasil; 11 de junio de 1997) es un futbolista brasileño de origen japonés e italiano. Juega de delantero y su equipo actual es el Neftchi Baku PFK de la Liga Premier de Azerbaiyán.

## Trayectoria

### Universidad
Jugó al fútbol universitario por los Denver Pioneers de la Universidad de Denver entre 2015 y 2018. En su última temporada como universitario, Shinyashiki anotó 28 goles en 21 encuentros en la Division I de la NCAA. Fue nominado al trofeo Hermann Trophy.

### Profesional
Durante sus años de universidad, entre 2017 y 2018 formó parte del Colorado Rapids sub-23 de la Premier Development League.
El 11 de enero de 2019 fue seleccionado por los Colorado Rapids en la Superdraft de la MLS de 2019. Anotó su primer gol profesional en su debut el 2 de marzo al Portland Timbers, el que fue el gol de empate en un encuentro disputado a -8 °C con nieve. El brasileño anotó siete goles y registró tres asistencia en 31 encuentros (18 como titular) en su primera temporada. Ese año fue nombrado novato del año de la MLS 2019.
El 3 de mayo de 2022, fue adquirido por el Charlotte FC .

## Estadísticas
Actualizado al último partido disputado el 6 de noviembre de 2019.
| Club                                        | Div.          | Temporada     | Liga  | Liga  | Copas nacionales | Copas nacionales | Copas internacionales | Copas internacionales | Otras | Otras | Total | Total |
| Club                                        | Div.          | Temporada     | Part. | Goles | Part.            | Goles            | Part.                 | Goles                 | Part. | Goles | Part. | Goles |
| ------------------------------------------- | ------------- | ------------- | ----- | ----- | ---------------- | ---------------- | --------------------- | --------------------- | ----- | ----- | ----- | ----- |
| Colorado Springs Switchbacks Estados Unidos |               |               |       |       |                  |                  |                       |                       |       |       |       |       |
| 2.ª                                         | 2019          | 2             | 0     | -     | -                | -                | -                     | -                     | -     | 2     | 0     |       |
| Total club                                  | Total club    | 2             | 0     | 0     | 0                | 0                | 0                     | 0                     | 0     | 2     | 0     |       |
| Colorado Rapids Estados Unidos              |               |               |       |       |                  |                  |                       |                       |       |       |       |       |
| 1.ª                                         | 2019          | 31            | 7     | -     | -                | -                | -                     | -                     | -     | 31    | 7     |       |
| Total club                                  | Total club    | 31            | 7     | 0     | 0                | 0                | 0                     | 0                     | 0     | 31    | 7     |       |
| Total carrera                               | Total carrera | Total carrera | 33    | 7     | 0                | 0                | 0                     | 0                     | 0     | 0     | 33    | 7     |

## Palmarés

### Distinciones individuales
| Distinción               | Año  |
| ------------------------ | ---- |
| Novato del año de la MLS | 2019 |